# Francis Godwin
Francis Godwin (Hannington, 1562 – Whitbourne, aprile 1633) è stato un vescovo anglicano e storico inglese.

## Biografia
Nato nel 1562 a Hannington, nel Northamptonshire, Godwin studiò presso la Christ Church di Oxford, che all'epoca stava subendo l'influenza delle rivoluzionarie teorie di Giordano Bruno. Dopo essere stato sottodecano di Exeter, venne nominato prima vescovo di Llandaff (1601-1618) e, successivamente, di Hereford (1617–1633). Godwin morì nel 1633 a Whitbourne, nell'Herefordshire.
Tra le sue opere vi sono Catalogue of the bishops, pubblicato per la prima volta nel 1601, e The Man in the Moone, uscito postumo nel 1638 e ricordato per essere il primo romanzo sul viaggio nello spazio della letteratura inglese.

## Opere
- Catalogue of the Bishops of England since the first planting of the Christian - Religion in this Island, 1601.
- Rerum Anglicarum, Henrico VIII., Edwardo VI. el Maria regnantibus, Annales, 1616.
- The Man in the Moone, or a Discourse of a Voyage thither, by Domingo Gonsales, the Speedy Messenger, 1638